# 타이 심프킨스
타이 심프킨스(Ty Simpkins, 2001년 8월 6일 ~ )는 미국의 배우이다.

## 작품 목록

### 영화
- 2005년《우주 전쟁》... 3세 소년 역
- 2006년《올 더 킹즈맨》
- 2006년《리틀 칠드런》... 아론 아담슨 역
- 2008년《레볼루셔너리 로드》... 마이클 윌러 역
- 2008년《가든 오브 더 나잇》... 딜런 화이트헤드 역
- 2008년《프라이드 앤 글로리》... 매튜 에간 역
- 2009년《네 가족》... 토미 베이커 역
- 2009년 아브라카다브라 ... 터커 역 (단편영화)
- 2010년《쓰리 데이즈》... 루크 역
- 2010년《인시디어스》... 달튼 램버트 역
- 2010년 스터스 스트릿 (단편영화) ... 미첼 역
- 2012년《익스트랙티드》... 어린 안토니 역
- 2013년《아이언맨3》... 할리 역
- 2013년《인시디어스: 두번째 집》... 달튼 램버트 역
- 2013년 《컨버세이션 위드 앤디》... 벤 역
- 2014년 바베이도스 ... 그레이 역 (단편영화)
- 2014년《행맨》... 맥스 역
- 2015년《쥬라기 월드》... 그레이 역
- 2015년《메도랜드》... 아담 역
- 2016년《나이스 가이즈》... 바비 역
- 2017년《라이프 브리플리》... 브라이언 냅 역
- 2019년《어벤져스: 엔드게임》... 할리 역
- 2022년《더 웨일》... 토마스 역